# Cynthia Zarin
Cynthia Zarin (nacida en 1959) es una escritora, poeta y editora estadounidense.

## Biografía
Cursó estudios en la Universidad de Harvard y en la Universidad de Columbia. Se casó con Michael Seccareccia el 24 de enero de 1988, divorciándose de él años después.
En 1997 se casó con Joseph Goddu. Es docente de la Universidad de Yale. Ha escrito para publicaciones destacadas como New York Times, Architectural Digest y The New Yorker y es editora de la revista Gourmet.

## Obras

### Poesía
- «Of Lincoln». Poetry Foundation. Archivado desde el original el 25 de noviembre de 2008.
- «The Astronomical Hen». Poetry Foundation. Archivado desde el original el 28 de noviembre de 2008.
- «Skating in Harlem, Christmas Day». poets.org. Archivado desde el original el 4 de abril de 2009. Consultado el 16 de marzo de 2017.
- New Age and Other Poems. Columbia University. 1984.
- The Swordfish Tooth. A.A. Knopf. 1989. ISBN 978-0-394-57320-5.
- Fire Lyric. Knopf. 1993. ISBN 978-0-679-42003-3.
- The Watercourse. Alfred A. Knopf. 2002. ISBN 978-0-375-41366-7.

### Crítica
- «Seeing Things: The art of Olafur Eliasson.». The New Yorker. 13 de noviembre de 2006.

### Literatura infantil
- Rose and Sebastian. Ilustrado por Sarah Durham. Houghton Mifflin. 1997. ISBN 978-0-395-75920-2.
- What Do You See when You Shut Your Eyes?. Ilustrado por Sarah Durham. Houghton Mifflin. 1998. ISBN 978-0-395-76507-4.
- Wallace Hoskins, the Boy who Grew Down: The Boy Who Grew Down. Ilustrado por Martin Matje. DK Ink. 1999. ISBN 978-0-7894-2523-2.
- Albert, the Dog Who Liked to Ride in Taxis. Ilustrado po Pierre Pratt. Simon & Schuster Children's Publishing. 1 de enero de 2004. ISBN 978-0-689-84762-2.
- Saints Among the Animals. Ilustrado por Leonid Gore. Simon & Schuster Children's Publishing. 2006. ISBN 978-0-689-85031-8.